# Aleksander Dzierzbicki
Aleksander Dzierzbicki herbu Topór – kasztelan brzeziński w latach 1763–1767, chorąży większy łęczycki w latach 1759–1763, chorąży mniejszy łęczycki w 1759 roku, chorąży inowłodzki w latach 1752–1759, marszałek sądów kapturowych województwa łęczyckiego w 1764 roku.
Był najstarszym synem Marcina, podczaszego łęczyckiego i Katarzyny z Branickich, bratem Teodora i Szymona. W 1759 pełnił funkcję deputata w Trybunale Koronnym, 20 kwietnia 1763 mianował król August III kasztelanem brzezińskim. 7 września 1764 roku był elektorem Stanisława Augusta Poniatowskiego z województwa łęczyckiego, kasztelan dostał za to order św. Stanisława.